# Зарубіжна література в школах України
«Зарубіжна література в школах України» – всеукраїнський науково-методичний журнал. Заснований 1996 року у місті Києві. Був першим загальнодержавним фаховим періодичним виданням, спрямованим на допомогу вчителям, методистам, філологам у викладанні та науково-методичному забезпеченні навчальної дисципліни “Зарубіжна література”. Починаючи з 1996 року журнал мав назву «Зарубіжна література в навчальних закладах», а з 2005 року його було перейменовано, тепер часопис має назву «Зарубіжна література в школах України». Засновники нашого видання: видавництво “Антросвіт” і Прикарпатський національний університет ім. Василя Стефаника. Основна тематика: методика викладання предмета зарубіжна література у школах, гімназіях, ліцеях, коледжах. Упродовж 1996–2009 років журнал очолював талановитий журналіст і письменник Віктор Рогозинський, котрому і належала ідея створення цього видання. Нині видавець і головний редактор журналу Дмитро Лебедь. Періодичність видання: 12 номерів на рік.
Журнал проводить конкурси для вчителів та учнів. З вересня 2017 року журнал «ЗЛ» організовує та проводить навчальні вебінари для вчителів.

## Наповнення
Основна тематика: методика викладання предмета зарубіжна література у школах, гімназіях, ліцеях, коледжах
У журналі друкуються методичні, літературознавчі, мистецтвознавчі, культурологічні статті та розробки уроків.